# Diocesi di Ensenada
La diocesi di Ensenada (in latino: Dioecesis Sinuensis) è una sede della Chiesa cattolica in Messico suffraganea dell'arcidiocesi di Tijuana. Nel 2021 contava 336.997 battezzati su 557.430 abitanti. È retta dal vescovo Rafael Valdéz Torres.

## Territorio
La diocesi si trova nella parte settentrionale dello stato della Bassa California e comprende solamente il comune di Ensenada, il più vasto di tutto il Messico. Appartengono alla diocesi gli abitati di Ensenada, Valle de Guadalupe, Maneadero, San Vicente Ferrer, Vicente Guerrero, San Quintín, Col. Lázaro Cárdenas, El Rosario, Bahía de los Ángeles, Villa Jesús María, Isla de Cedros e Valle de La Trinidad.
Sede vescovile è la città di Ensenada, dove si trova la cattedrale di Nostra Signora di Guadalupe.
Il territorio si estende su una superficie di 52.482 km² ed è suddiviso in 32 parrocchie, raggruppate in 4 decanati: Nuestra Señora de Guadalupe, San José, Nuestra Señora del Rosario, María Estrella del Mar.
Nella diocesi ci sono tre congregazioni religiose maschili e dieci ordini religiosi femminili, tra cui due di vita contemplativa.

## Storia
La diocesi è stata eretta il 27 gennaio 2007 con la bolla Venerabiles Fratres di papa Benedetto XVI, ricavandone il territorio dall'arcidiocesi di Tijuana e dalla diocesi di Mexicali.

## Cronotassi dei vescovi
Si omettono i periodi di sede vacante non superiori ai 2 anni o non storicamente accertati.
- Sigifredo Noriega Barceló (27 gennaio 2007 - 2 agosto 2012 nominato vescovo di Zacatecas)
- Rafael Valdéz Torres, dal 21 maggio 2013

## Statistiche
La diocesi nel 2021 su una popolazione di 526.048 persone contava 310.700 battezzati, corrispondenti al 60,5% del totale.
| anno | popolazione | popolazione | popolazione | presbiteri | presbiteri | presbiteri | presbiteri                | diaconi | religiosi | religiosi | parrocchie |
| anno | battezzati  | totale      | %           | numero     | secolari   | regolari   | battezzati per presbitero | diaconi | uomini    | donne     | parrocchie |
| ---- | ----------- | ----------- | ----------- | ---------- | ---------- | ---------- | ------------------------- | ------- | --------- | --------- | ---------- |
| 2007 | 621.346     | 658.899     | 94,3        | 43         | 25         | 18         | 14.449                    |         |           | 72        | 23         |
| 2012 | 443.000     | 562.000     | 78,8        | 48         | 32         | 16         | 9.229                     |         | 18        | 87        | 28         |
| 2013 | 447.000     | 567.000     | 78,8        | 50         | 32         | 18         | 8.940                     |         | 20        | 71        | 28         |
| 2016 | 298.839     | 498.183     | 60,0        | 49         | 37         | 12         | 6.098                     |         | 22        | 73        | 30         |
| 2019 | 310.700     | 526.048     | 59,1        | 55         | 42         | 13         | 5.649                     |         | 20        | 87        | 32         |
| 2021 | 336.997     | 557.430     | 60,5        | 51         | 39         | 12         | 6.607                     |         | 15        | 75        | 32         |